# Pantholops hodgsonii
Il chiru (Pantholops hodgsonii Abel, 1826), anche chiamata antilope tibetana, è un bovide di medie dimensioni, alto al garrese circa 1,2 metri.
È endemica dell'altopiano tibetano, che include le province cinesi della Regione Autonoma del Tibet, del Qinghai e dello Xinjiang, ma abita anche la vicina regione indiana del Ladakh e una volta anche il Nepal occidentale. Chiru (/ˈʈʂʰi.ɹu/) è il nome tibetano con cui può venire comunemente chiamata. Il mantello varia dal grigio al bruno-rossiccio, con le regioni inferiori bianche. I maschi hanno lunghe corna curvate all'indietro, che misurano circa 50 cm di lunghezza.
A dispetto della sua classificazione all'interno della sottofamiglia degli Antilopinae, recenti analisi morfologiche e molecolari suggeriscono che il chiru sia più strettamente imparentato con le capre e con la sottofamiglia dei Caprinae (Gentry 1992, Gatesy et al. 1992, Ginsberg et al. 1999).

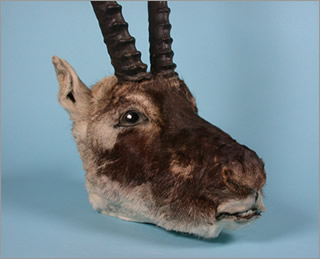
La testa imbalsamata di un maschio.

Le antilopi tibetane sono gregarie e a volte si riuniscono in gruppi di centinaia di esemplari. Le femmine migrano d'estate per circa 300 km per raggiungere i gruppi di allevamento, dove mettono solitamente alla luce un singolo piccolo, e raggiungono i maschi nelle aree invernali alla fine di autunno (Schaller 1998). I chiru vivono sulle alte steppe montane e nelle aree semidesertiche dell'altopiano tibetano, come Kekexili, dove si cibano di varie graminacee e di altre specie di erbe. La speranza media di vita è di circa otto anni.
Le antilopi tibetane sono classificate come minacciate dalla World Conservation Union e dall'United States Fish and Wildlife Service, in seguito al bracconaggio su scala commerciale per il loro folto sottopelo, alla competizione con le greggi domestiche locali e al numero crescente di miniere d'oro all'interno del loro areale. La lana di chiru, conosciuta come shahtoosh o shahtush in persiano, è calda, soffice e fine. La lana può essere ricavata solamente uccidendo l'animale. Il suo numero è sceso di conseguenza da una stima di un milione di esemplari all'inizio del XX secolo ai 75.000 esemplari attuali. Il suo numero continua tuttora a calare sempre di più. La battaglia per fermare la caccia illegale alle antilopi è stata illustrata da un film del 2004, Kekexili: la Pattuglia della Montagna

## Mascotte delle Olimpiadi Estive del 2008
L'antilope tibetana è una delle cinque mascotte ufficiali delle Olimpiadi Estive del 2008 di Pechino. Il nome della mascotte è «Yingying».